# Campo Argentino de Polo

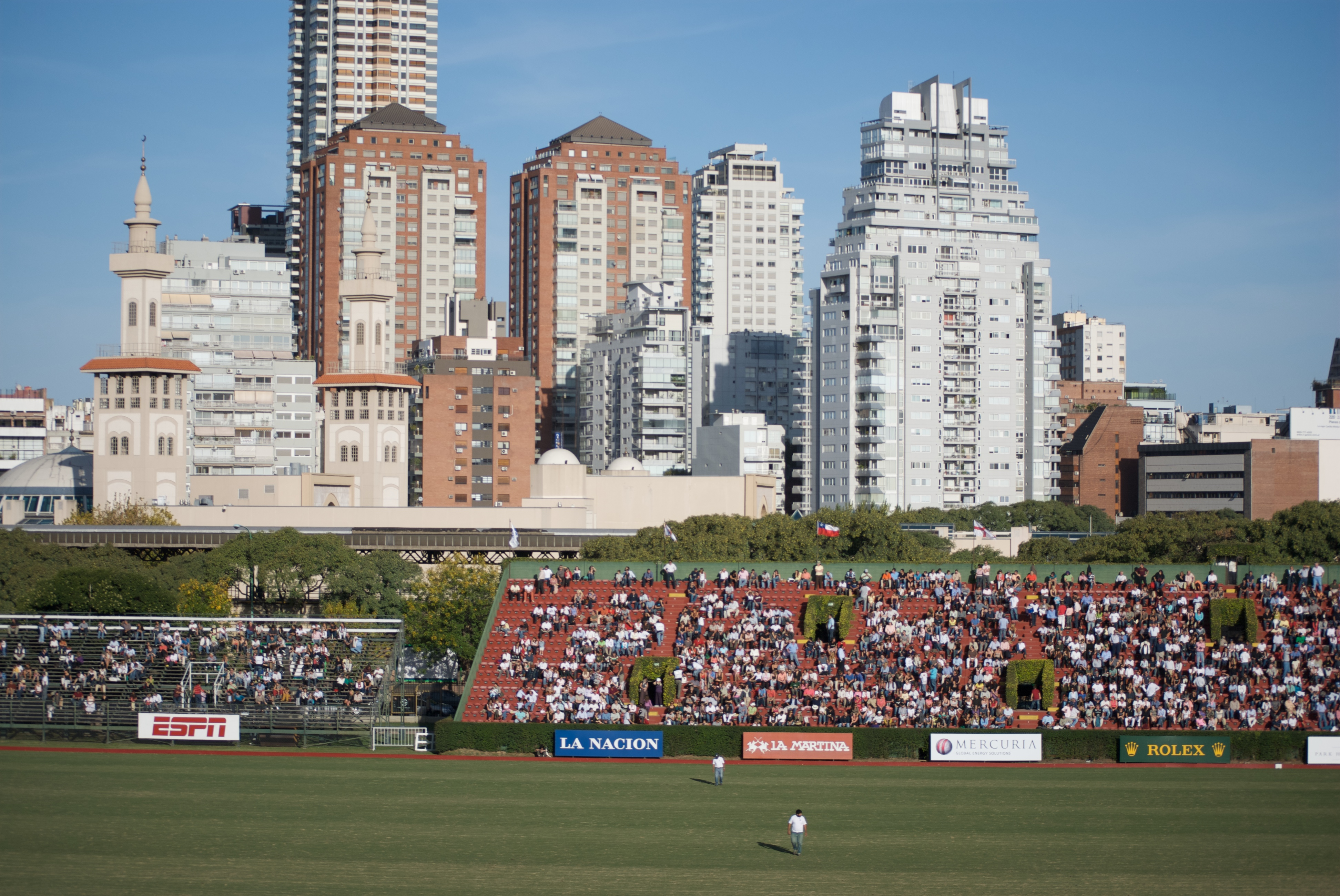
Das Stadion "Campo Argentino de Polo"

Der Campo Argentino de Polo, umgangssprachlich auch La Catedral del Polo (Polo-Kathedrale) genannt, ist ein Stadion in Buenos Aires (Argentinien), das hauptsächlich für Polo, Pato und Hockey genutzt wird. 1978 wurde dort die Hockey-Weltmeisterschaft ausgetragen.
Das Stadion liegt im Stadtteil Palermo an der Avenida del Libertador und der Avenida Dorrego. Gegenüber liegt die Pferderennbahn von Buenos Aires, das Hipódromo Argentino de Palermo. Das Stadion wurde 1928 eröffnet und besteht aus zwei Plätzen, den Canchas, auf deren Tribünen jeweils bis zu 15.000 Zuschauer Platz finden. Jährlich finden dort im März/April das Poloturnier Copa República Argentina und im November/Dezember die Offene Argentinische Polo-Meisterschaft statt.
Daneben wird das Stadion auch für Konzerte und andere öffentliche Veranstaltungen genutzt.